# شنلی کسول
شنلی کسول (انگلیسی: Shanley Caswell؛ زادهٔ ۳ دسامبر ۱۹۹۱) یک هنرپیشه اهل ایالات متحده آمریکا است. وی از سال ۲۰۰۷ میلادی تاکنون مشغول فعالیت بوده‌است.

## بخشی از فیلمشناسی
از فیلم‌ها یا برنامه‌های تلویزیونی که وی در آن نقش داشته‌است می‌توان به آثار زیر اشاره کرد.
- آی کارلی (۲۰۱۰)
- استخوان‌ها (مجموعه تلویزیونی) (۲۰۱۰)
- منتالیست (۲۰۱۰)
- سی‌اس‌آی: نیویورک (۲۰۱۱)
- احضار (فیلم ۲۰۱۳) (۲۰۱۳)
- شیفت شب (مجموعه تلویزیونی) (۲۰۱۵)
- اسکورپین (مجموعه تلویزیونی) (۲۰۱۵)